# Visconde do Banho
Visconde do Banho é um título nobiliárquico criado por D. Maria II de Portugal, por Decreto de 21 de Julho de 1835, em favor de Alexandre Tomás de Morais Sarmento.
Titulares
1. Alexandre Tomás de Morais Sarmento, 1.º Visconde do Banho;
2. Tomás Inácio Girão de Sousa e Melo, 2.º Visconde do Banho;
3. Júlio Girão de Faria de Morais Sarmento, 3.º Visconde do Banho.

Após a Implantação da República Portuguesa, e com o fim do sistema nobiliárquico, usaram o título: 
1. José Júlio de Castilho de Morais Sarmento, 4.º Visconde do Banho;
2. Ana Maria de Frias e Gouveia de Castilho Girão de Morais Sarmento, 5.ª Viscondessa do Banho, 2.ª Viscondessa de Almendra;
3. José António de Castilho de Morais Sarmento Moniz, 6.º Visconde do Banho.